# Refrigeración por evaporación

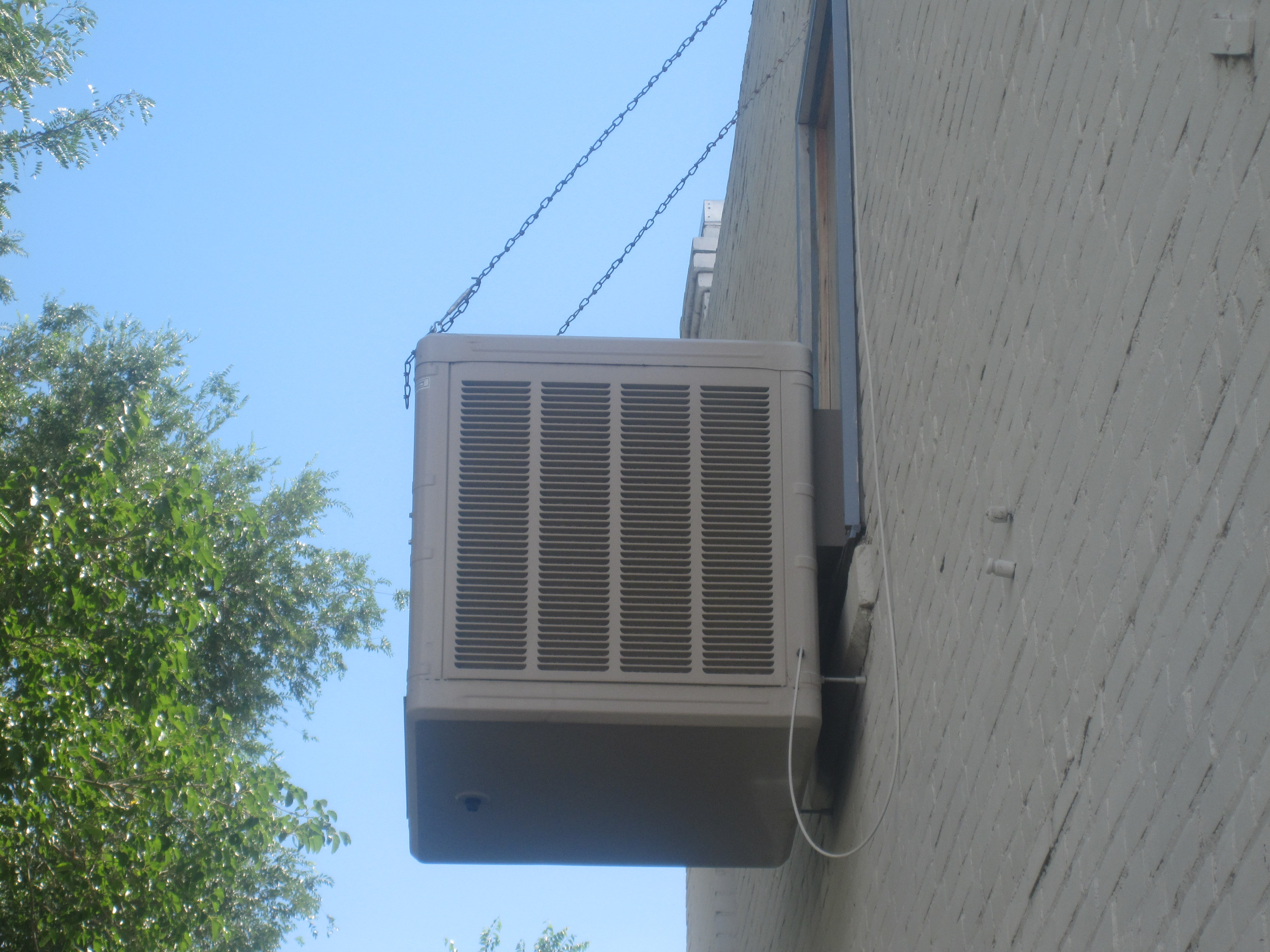
Un enfriador de aire lavado, en Rocky Ford, Colorado, utilizado en las zonas más secas del oeste norteamericano para brindar refrigeración en forma económica.

Un enfriador de aire evaporativo o enfriador de aire lavado es un dispositivo que enfría el aire mediante la evaporación de agua. El enfriamiento por evaporación, es distinto de otros sistemas de aire acondicionado que utilizan ciclos de refrigeración por compresión del vapor o absorción. 
El principio de funcionamiento del enfriamiento por evaporación se basa en emplear la gran entalpía de vaporización del agua. La temperatura del aire seco puede ser reducida en forma significativa mediante la transición de fase de agua líquida a vapor de agua, que requiere de un consumo de energía mucho menor que el consumo de energía de las unidades que funcionan mediante refrigeración. En climas extremadamente secos, además posee el beneficio adicional de acondicionar el aire al agregarle humedad para mayor confort de los ocupantes de la casa. A diferencia de la refrigeración, los dispositivos que funcionan a base de evaporación requieren disponer de una fuente de agua y para su funcionamiento consumen agua de manera continua.
Los enfriadores de aire lavado y las torres de refrigeración húmedas utilizan los mismos principios de funcionamiento de refrigeración por evaporación, pero se encuentran optimizados para propósitos diferentes al de enfriar aire dentro de un edificio. Por ejemplo, se puede diseñar un refrigerador por evaporación para enfriar serpentines y tuberías de un gran sistema de aire acondicionado con el fin de aumentar su eficiencia.

## Usos
La refrigeración por evaporación es especialmente conveniente para climas en los cuales el aire se encuentra caliente y la humedad es baja. En Estados Unidos, los estados del oeste y montañosos son buenas ubicaciones, y por ello los refrigeradores por evaporación son utilizados en ciudades tales como Denver, Salt Lake City, Albuquerque, El Paso, Tucson, y Fresno, en las cuales hay agua en cantidades adecuadas. El acondicionamiento del aire mediante evaporación también es popular y apropiado en la zona sur de Australia. En climas secos y áridos, los costos de instalación y operación de un refrigerador por evaporación pueden ser mucho menores que los costos de un equipo de aire acondicionado por ciclos refrigerativos, a menudo del orden de un 80 % menos. Sin embargo, a veces se utilizan en forma combinada los sistemas de aire acondicionado mediante refrigeración por evaporación y los sistemas mediante compresión de vapor para obtener resultados óptimos. Algunos refrigeradores por evaporación pueden también ser utilizados como humidificadores en la temporada fría.
Además de su uso en zonas con climas secos, en sitios con niveles moderados de humedad existen muchos usos ventajosos desde un punto de vista económico para la refrigeración por evaporación. Por ejemplo, en plantas industriales, cocinas comerciales, lavaderos, lavaderos con limpieza a seco, invernaderos, refrigeración de sitios específicos (zonas de carga, almacenes, fábricas, sitios de construcción, eventos de atletismo, talleres, garajes) y zonas de prácticas agropecuarias en ambientes cerrados (criaderos de aves, cerdos y vacas lecheras) a menudo se utilizan sistemas basados en enfriamiento por evaporación. Finalmente en climas con humedad elevada, son muy limitados los beneficios del uso de la refrigeración mediante evaporación.